# Jagged Edge (album)
Jagged Edge – piąty studyjny album amerykańskiej grupy Jagged Edge. Został wydany w 2006 roku. Kompozycja została zatwierdzona jako złoto przez RIAA, sprzedając się w ponad 500 000 egzemplarzach.

## Lista utworów
1. "Intro"
2. "Ghetto Guitar"
3. "So High"
4. "Watch You"
5. "Hopefully"
6. "Get a Lil' Bit of This"
7. "Crying Out" (featuring Bad Girl)
8. "Good Luck Charm"
9. "So Amazing" (featuring Voltio)
10. "Season's Change" (featuring John Legend)
11. "Questions"
12. "Sexy American Girls" (featuring Big Duke)
13. "Baby Feel Me"
14. "Who U Wit?"
15. "Ass Hypnotic"
16. "I Ain't Here for This" (utwór dodatkowy) (featuring Sosa)
17. Stunnas" (utwór dodatkowy) (featuring Jermaine Dupri)
18. "See Me Looking" (utwór dodatkowy)